# Lee Harvey Oswald

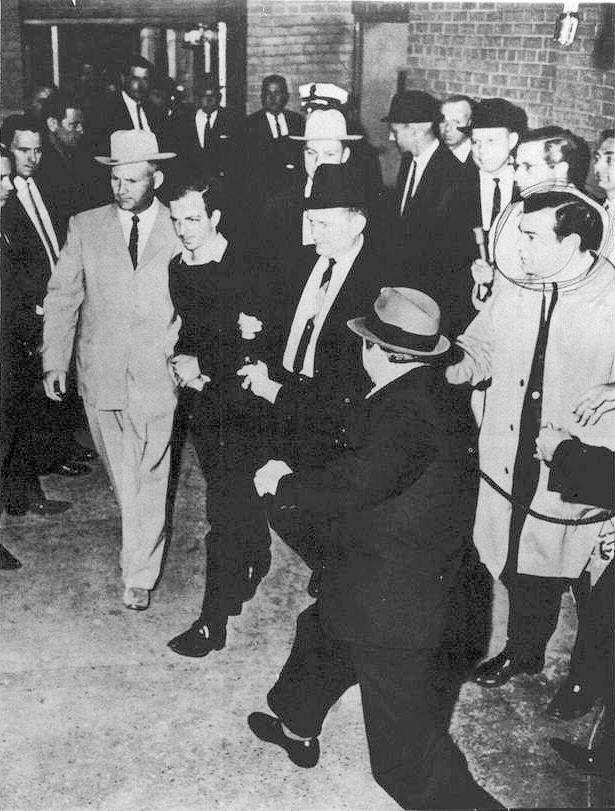
Instantània de l'assassinat de Lee Harvey Oswald.

Lee Harvey Oswald (Nova Orleans, EUA, 1939 - Dallas, EUA, 1963) va ser considerat ser l'autor material de l'assassinat del president dels EUA John Fitgerald Kennedy el 22 de novembre de 1963 a la ciutat de Dallas. Aquesta decisió va ser presa per unanimitat dels membres de la Comissió Warren, comissió que es va crear per determinar les circumstàncies d'aquest assassinat.
Es va determinar que Oswald va disparar tres trets amb un fusell Carcano, amb mira telescòpica, des d'una distància de cinc-cents metres, quan John F. Kennedy era en una limusina sense sostre que circulava durant un acte oficial. Tanmateix, informes pericials apunten una organització que tenia com a objectiu aquest assassinat i que diversos tiradors haurien disparat alhora, segons les proves de balística efectuades sobre el fusell d'Oswald i el vehicle on era Kennedy.
Amb la participació d'Oswald en el fet delictiu eren necessàries més investigacions per tal d'esclarir el possible complot, però això no va ser possible perquè quan Oswald, detingut, era traslladat a la presó, va ser assassinat per un individu de nom Jack Ruby. Per aquest motiu, no es va fer cap judici sobre Oswald.

## Biografia

### Primers anys
Lee Harvey Oswald neix un 18 d'octubre de 1939. El seu pare, Robert Edward Lee, cobrador d'assegurances, va morir d'un atac de cor dos mesos abans del seu naixement. La seva mare, Marguerite, es va casar el 1945 amb Edwin A. Ekdahl, un home de negocis de Boston. L'any 1948 es van divorciar. Llavors, la família es va traslladar a viure a Nova York.
Lee era un nen reservat i solitari que sovint feia campana i s'amagava al zoològic del barri de Bronx, a la ciutat de Nova York. Allí és on el detenen fins a tres vegades pel seu absentisme escolar. Lee i la seva mare tornaren poc després a Nova Orleans. Mare i fill s'instal·len al carrer Exchange i Lee comença a assistir a l'Escola de secundària de Beauregard. Té quinze anys i vol entrar al cos de Marines, a l'exèrcit del EUA. Un any després comença a assistir a les reunions de la Patrulla Aèria Civil, que dirigia el capità David Ferrie, que estava vinculat als moviments d'extrema dreta i anticastristes.

### Marines
El 24 d'octubre de 1956 Oswald s'allista a la Infanteria de Marina dels EUA, ja que supera els exàmens d'ingrés, i fa les deu setmanes d'instrucció com a recluta a San Diego (Califòrnia). Superada la fase d'instrucció, Oswald s'integra en el Regiment d'Infanteria d'Entrenament de Combat de Camp Pendleton, a uns trenta quilòmetres de San Diego. Ascendit a soldat de primera classe, es gradua el 3 de maig de 1957. Sol·licita un lloc com a controlador de radar i és traslladat a la Base Aèria Keesler, a la ciutat de Biloxi (Mississipi), on segueix un entrenament de tècnic de radars. Oswald aconsegueix la setena millor qualificació entre un grup selecte de cinquanta infants de marina. És nomenat oficialment operador electrònic d'aviació i assignat al Primer Esquadró de Control Aeri de la Infanteria de Marina a El Toro, en aquella època ubicat a la ciutat d'Atsugi, a uns cinquanta quilòmetres al sud de Tòquio, al Japó. El 27 d'octubre de 1957, Oswald es fereix lleument amb una pistola Derringer del calibre.22, no reglamentària, de la seva propietat.
La seva unitat es desplaça de maniobres a l'arxipèlag de les Filipines. El 15 de gener de 1958, Oswald aprova els exàmens i ascendeix a caporal. Tanmateix, aquella mateixa nit, mentre fa guàrdia, el soldat Peter Schrand pateix un accident i acaba mort per un tret del seu fusell. Quan torna a Atsugi, l'11 d'abril, Oswald és jutjat per un consell de guerra i condemnat a vint dies de treballs forçats, cinquanta dòlars de multa i pèrdua de galons per tinença il·lícita d'armes per l'incident de la Derringer. Això no obstant, la sentència deixa clar que si no persevera en la seva indisciplina tot quedà condonat. Poc després Oswald protagonitza una picabaralla en un bar, de nom Bluebird Cafe, amb el sergent Miguel Rodríguez, i és sotmès a un altre consell de guerra i sancionat amb quatre setmanes de reclusió a la presó de la Infanteria de Marina.
El 2 de novembre de 1958 Oswald torna als Estats Units després de tretze mesos de destí al Japó i arriba a San Francisco (Califòrnia), el 15 de novembre. Gaudeix d'un mes de permís a Fort Worth amb la seva mare i el 21 de desembre torna del seu permís a la Base Naval de Santa Ana, prop de Los Angeles, novament com a operador de radar. Durant aquells dies estudia rus al Monterrey School i se subscriu al diari People's World i a una publicació del Partit Socialista dels Treballadors. També aprova les proves d'accés a la Universitat, i esdevé titulat en secundària.

### Unió Soviètica
El març de 1959 Oswald envia una sol·licitud a la Universitat Albert Schweitzer School (Suïssa), que és aprovada. L'11 de setembre de 1959 Oswald es llicencia a El Toro (Califòrnia) i s'acomiada de la seva mare a Fort Worth. Embarca a Nova Orleans en el vaixell mercant Marion Likes rumb a Europa, amb el presumpte objectiu de dirigir-se a la Universitat Albert Schweitzer de Ginebra. Després arriba el 8 d'octubre al port francès de Le Havre, i posteriorment a Southampton (Regne Unit de la Gran Bretanya), sense haver-hi registre sobre aquestes dades.
El dia 15 d'octubre de 1959, amb un visat de turista de sis dies, Oswald parteix amb tren des de Hèlsinki en primera classe amb destí a Moscou. El dia 31 d'octubre es persona a l'ambaixada americana de la capital russa i comunica al cònsol, Richard Snyder, que vol renunciar a la ciutadania estatunidenca i convertir-se en ciutadà de la Unió Soviètica. És acceptat per la burocràcia soviètica i és destinat a Minsk (actual Belarús) en una fàbrica d'aparells de ràdio a començaments de 1960. És llavors quan el cos d'Infanteria de Marina dels Estats Units canvia el seu llicenciament de «amb honor» a «amb deshonor».
L'apartament on s'allotja Oswald a Minsk és privilegiat, amb dos balcons amb vistes al riu. El biògraf Norman Mailer documenta que en aquella època hi havia nombroses evidències que el servei d'intel·ligència soviètic KGB enregistrava i seguia tots els moviments d'Oswald durant la seva estada a Minsk. Cap a començaments de 1961, es posa en contacte amb el cònsol estatunidenc a Moscou, Richard Snyder, amb el propòsit de tornar als Estats Units. Poc després es casa a Minsk amb Marina Prusakova. Diversos autors han especulat sobre les verdaderes intencions d'Oswald durant la seva estada a la Unió Soviètica. Algunes d'aquestes hipòtesis argumenten que Oswald podia ser un agent encobert de la CIA.

### Retorn als Estats Units

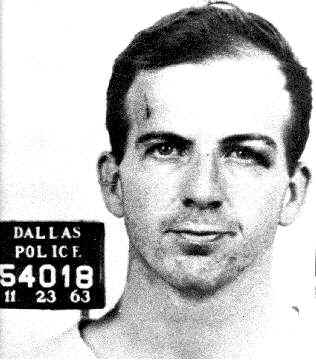
Lee Harvey Oswald detingut per la policia de Dallas

Després de llargs tràmits burocràtics, l'1 de juny de 1962, Oswald, Marina i la seva filla June, nascuda al febrer d'aquell any, són acceptats a l'ambaixada dels Estats Units com a ciutadans americans i reben tres passatges pel vapor Maasdam, que parteix el 4 de juny amb destí Hoboken (Nova Jersey).
La família Oswald desembarca a Nova Jersey després d'una travessia per l'oceà Atlàntic de nou dies. Es traslladen a Dallas, on s'allotgen a la casa del seu germà, Robert. Poc després, l'FBI interroga a Oswald sobre la seva estada a l'URSS. John Fain, agent de l'FBI, pregunta a Oswald si és agent dels serveis d'intel·ligència i aquest contesta: «És que no ho saps?».
La família Oswald es trasllada a Fort Worth i Oswald comença a treballar, el 17 de juliol, en una fàbrica de persianes de la Leslie Welding Company, i cobra una setmanada de cinquanta dòlars. Durant aquella època Oswald es posa en contacte epistolar amb el Partit Socialista Obrer de Nova York. Llegeix diaris soviètics com el Pravda i Izvestia. També aquell estiu coneix George de Mohrenschildt, un descendent de la noblesa russa que havia emigrat als Estats Units. S'ha especulat que estava vinculat amb els serveis d'intel·ligència americans.
A l'octubre d'aquell any 1962, Oswald deixa de cop i volta la seva feina a la fàbrica de Fort Worth per traslladar-se amb la seva família a viure a Dallas, on George de Mohrenschildt els dona un cop de mà amb la mudança. Un cop instal·lat a Dallas, Oswald aconsegueix una entrevista de feina amb una empresa de fotografia de nom Jaggars-Chiles-Stoval. És contractat i comença a treballar com a fotoimpressor a raó de cinquanta dòlars setmanals. La família Oswald manté en aquella època bona relació amb la família De Mohrenschildt i la comunitat russa de Dallas. Ell segueix interessat pel marxisme i la Unió soviètica. El 27 de gener de 1963, suposadament, Oswald compra per correu un revòlver del calibre 38, utilitzant el nom fals d'Alek J. Hidell, a l'empresa Seaport Trades.
Marina Oswald fa amistat amb la parella Michael i Ruth Paine, oficialment separats, però que fan vida social junts. Ell treballa com a enginyer a l'empresa Bell Helicopter. Marina i Ruth Paine aviat es fan bones amigues i ella li ofereix el seu allotjament a Irving (Dallas). Marina havia comentat prèviament a Ruth que rebia maltractaments sovint per part d'Oswald.
A principis de març de 1963, la família Oswald es muda al número 214 del carrer West New Neely, al barri de Oak Cliff. L'agent de l'FBI James Hosty, visita l'anterior domicili al carrer Elsbeth, ubicat al mateix barri, després del canvi de domicili. Evidentment, el troba buit i recomana als seus superiors no perdre-li la pista a Oswald.

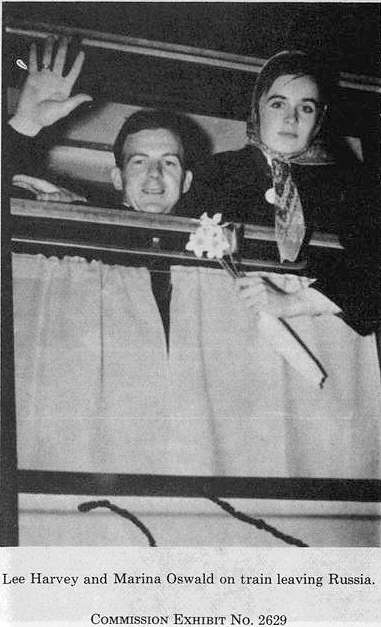
Lee Harvey i Marina Oswald

El 13 de març de 1963, a través d'un cupó d'una revista d'armes, Oswald compra un fusell lleuger o carrabina Mannlicher-Carcano i una mira telescòpica de quatre augments a l'empresa Klein de Chicago. L'1 d'abril, Oswald és acomiadat de la seva feina a la Jaggards-Chiles-Stovals.

### Atemptat contra el general Walker
La nit del 10 d'abril, segons el testimoni de Marina Oswald, Oswald comet un intent fallit d'atemptat contra el general Edwin Walker, un ultradretà membre de la John Birch Society. El President John F. Kennedy l'havia expulsat de l'exèrcit per les seves idees segregacionistes. Oswald no és acusat d'aquest fet fins després del magnicidi de John F. Kennedy. Segons manifestà Marina, Oswald aquella nit havia tornat a casa després d'absentar-se unes hores i l'hi havia confessat que acabava de disparar al general Walker. Efectivament, aquella nit algú havia disparat contra Walker des de l'exterior de la casa on vivia Walker quan aquest es trobava al seu despatx. El van ferir lleument al braç. Va tenir temps de veure un automòbil allunyar-se precipitadament. Un nen de quinze anys, Kirk Coleman, testimoni dels fets, va dir que havia vist tres homes allunyant-se en dos vehicles. Hi ha investigadors que dubten d'aquesta part de la seva biografia. Entre altres motius, s'esgrimeix que el de Marina Oswald és l'únic testimoni que vincula directament Lee Harvey Oswald amb aquest atemptat.

### Nova Orleans
El 23 d'abril de 1963 Marina es trasllada a viure amb Ruth Paine i Oswald es dirigeix a Nova Orleans a buscar feina. S'allotja provisionalment a casa de la seva tia Lillian. Troba feina en una empresa de maquinària per servir cafès de nom Reily Coffee Company amb seu al cèntric carrer Magazine.
El 10 de maig lloga un habitatge al número 4905 del mateix carrer Magazine. Telefona a Marina que està embarassada de la seva segona filla i li demana que vagin amb ell a Nova Orleans, i Ruth Paine trasllada la família cap a aquesta ciutat en automòbil el dia onze de maig.
Poc després, Oswald es posa en contacte amb l'organització castrista Comitè Joc Net per Cuba (FPCC). Imprimeix propaganda procastrista que paga ell. Lloga l'apartat de correus 30061 amb el nom fals de A. J. Hidell. Inicia una carrera com a marxista convençut amb afinitats vers la història recent de Cuba. Tanmateix, unes idees que no deixen de ser contradictòries amb el fet que la propaganda procastrista que repartia Lee Harvey Oswald a Nova Orleans duia impresa l'adreça número 544 del carrer Camp, de l'oficina de Guy Banister, un investigador privat, ex-agent de l'FBI amb vinculacions ultradretanes. S'ha especulat que estava implicat en l'anomenada «Operació Mangosta». Alguns investigadors apunten també a la vinculació d'Oswald amb grups d'exiliats cubans d'extrema dreta com Alpha 66. Per aquella època Oswald es retroba també amb David Ferrie, amb qui havia coincidit a la Patrulla Aèria Civil.
El 19 de juliol Oswald és acomiadat de la Reily Coffee Company. Sense feina aquell estiu, Oswald es continua dedicant a repartir propaganda procastrista al centre de Nova Orleans. Això provoca, el 9 d'agost, una picabaralla entre Oswald i uns exiliats cubans que l'acusen de comunista. Lee acaba a comissaria i és interrogat pel tinent Francis L. Martello. Li imposen una multa de deu dòlars. Els mitjans de comunicació es fan ressò de l'incident i Oswald fins i tot participa en un debat radiofònic, per a l'emisora local WDSU-Radio, el dia 21 d'agost.

### Mèxic i retorn a Dallas
El 23 de setembre, Marina i June Oswald es traslladen novament amb Ruth Paine a Irving i Oswald sol·licita un visat d'entrada a Mèxic i abandona el seu habitatge del carrer Magazine sense pagar les 2 darreres setmanes. El 26 de setembre Oswald viatja a Mèxic en un autobús de la Continental Trailways. A Ciutat de Mèxic visita les ambaixades de Cuba i de la Unió Soviètica, segons la versió oficial.
Després de la seva estada a Mèxic, Oswald s'allotja a Dallas, en el número 1026 del carrer North Beckley. A través de Ruth Paine, el 14 d'octubre, aconsegueix una feina en el Dipòsit Municipal de Llibres Escolars de la ciutat, i cobra 1,25 dòlars l'hora. Pocs dies després, el 20 d'octubre, neix la seva segona filla, Rachel.
Oswald s'allotja a Dallas entre setmana i visita els caps de setmana a la seva família a Irving. Wesley Frazier, un veí de Ruth Paine, el porta en cotxe a la feina. A principis de novembre, l'agent de l'FBI James Hosty visita a Marina Oswald i li pregunta pel seu marit. En assabentar-se'n, Oswald s'enfurisma. El 12 de novembre es persona a les oficines de l'FBI de Dallas i demana veure James Hosty, que tanmateix no es troba allí en aquell moment. Suposadament li deixa una nota, que posteriorment, el director de l'FBI de Dallas, Richard Shanklin, manarà destruir.

### Magnicidi de John F. Kennedy
Al migdia del dijous 21 de novembre de 1963, Oswald li demana al seu company de feina Wesley Frazier si el pot portar amb cotxe fins a Irving, per visitar la seva família. Frazier s'estranya, ja que normalment només el porta els divendres. Oswald diu que ha de recollir unes barres per a cortines pel seu apartament.
Quan arriba a Irving, la relació amb Marina és tensa. Oswald passaria la tarda veient la televisió i se'n va a dormir a les 21h. Sempre que matinava anava a dormir d'hora, però aquell matí s'adorm i és Marina qui l'ha de despertar perquè ha d'anar a la feina. Abans de marxar, Oswald deixa cent-setanta dòlars per Marina i es treu l'anell de casat. Frazier testificaria haver portat Oswald el matí del dia 22 de novembre, al Dipòsit Municipal de Llibres, i que duia un paquet de paper marró sota el braç, entre el palmell de la mà i l'aixella.
A les 12.30 h del 22 de novembre, segons la Comissió Warren, a la plaça Dealey, tres trets són efectuats sobre el vehicle presidencial, el tercer dels quals és el més mortal. Un minut després, l'agent de policia Marrion Baker baixa de la seva moto i juntament amb l'encarregat del dipòsit, Roy Truly, busquen el sospitós dels trets a l'edifici. Troben Oswald al menjador de la segona planta, bevent una Coca-Cola. Baker demana a Truly si el coneix i aquest respon que sí, que treballa allí. Ambdós prossegueixen escales amunt. Tres minuts després Oswald abandona el Dipòsit Municipal de llibres Escolars. De seguida es comença a comunicar per ràdio la descripció física d'Oswald a través de l'emissora de policia de Dallas. A les 13.08 h, la mort de John Fitzgerald Kennedy és fa oficial.
A les 13.15h, sempre segons la versió oficial, Oswald abat a trets a l'agent de policia J. D. Tippit, amb un revòlver del .38, entre el 10th Street amb Patton. Mentrestant, al Dipòsit Municipal de Llibres, Eugene Boone, ajudant del xèrif, troba el que en un primer moment es va qualificar com un rifle Mauser, amagat entre unes caixes, a la sisena planta de l'edifici. Oswald entra i s'amaga entre els espectadors del cine Texas. Poc després, arriben al cinema una gran quantitat d'efectius policials, i detenen a Oswald a l'interior del pati de butaques al voltant de les 13.55 h. Ell oposa resistència i exclama, fins a dues vegades: «Protesto per aquesta brutalitat policial!».
El policia Gus Rose registra l'entrada a la comissaria de Dallas del detingut a les 14.15 h i s'adona que porta a sobre dues identificacions, a nom de Lee Harvey Oswald i A. Hidell. Pregunta qui és realment i Oswald respon desafiant: "Tu ets el policia." Després d'un recompte de treballadors del Dipòsit de Llibres, el capità Fritz de la policia de Dallas radia el fet que Lee Harvey Oswald no es troba a l'edifici. Gus Rose contesta que Oswald acaba de ser detingut i es troba en dependències policials.
Aquell mateix vespre, serà acusat oficialment pel jutge David Johnson de l'assassinat de J. D. Tippit. Poc després de la mitjanit Oswald compareix davant la premsa, fortament custodiat per la policia. A més de dir que no l'han acusat formalment del magnicidi, també diu als periodistes: «I'm just a Patsy» ("només soc un cap d'esquila"). Oswald serà interrogat fins a cinc vegades. Demana assistència legal, petició que no és atesa.

### Assassinat d'Oswald
El 24 de novembre, a les 11.21 h, la policia de Dallas decideix traslladar a Oswald a la presó del comtat. Mentre  és traslladat pels aparcaments subterranis de la caserna de la policia, Jack Ruby s'obre pas violentament entre la multitud de periodistes, fotògrafs i càmeres presents i dispara mortalment a Oswald al pit, a l'estil de la màfia. Oswald mor a l'hospital poc després.

## Investigacions oficials
Després de la mort d'Oswald, el nou president Lyndon B. Johnson decidí, havent fet diverses consultes, que convenia reagrupar les diverses investigacions en curs sota l'autoritat d'una comissió d'investigació federal.
Per decret presidencial del 29 de novembre de 1963, el president creà la Comissió que havia de ser presidida per Earl Warren. Els altres membres de la Comissió eren:
- Hale Boggs, congressista demòcrata de Louisiana
- John Sherman Cooper, un senador republicà de Kentucky
- Allen Dulles, antic director de la CIA
- Gerald Ford, congressista republicà de Michigan (futur vicepresident i president)
- John J. McCloy, antic president del Banc Mundial i diplomàtic.
- Richard Russell Jr., un senador demòcrata de Geòrgia.

El seu informe final de 888 pàgines fou presentat al president Johnson el 24 de setembre de 1964 i es feu públic tres dies més tard. Conclogué que Lee Harvey Oswald havia actuat sol en l'assassinat del president Kennedy i que una única bala havia provocat una de les ferides del president i diverses del governador de Texas John Connally. Des de la seva publicació, les conclusions d'aquest informe s'han prestat a fortes controvèrsies. El treball de la comissió fou criticat punt per punt per certs estudis ulteriors i aprovat per d'altres.

## Filmografia
- JFK (pel·lícula)